# Neuer Hannoverscher Kurier
Der Neue Hannoversche Kurier war ab dem 29. Mai 1945 gemäß dem Untertitel das „Nachrichtenblatt der Alliierten Militärregierung“ in Hannover. Es wurde im Kurierhaus gedruckt.
Ab der Ausgabe Nummer 7 erschien das Blatt jeweils dienstags und donnerstags und wurde bald auch von der hannoverschen Stadtverwaltung als eine Art Amtsblatt genutzt. In der Spitze hatte das Blatt eine Auflage von ungefähr 584.000 Exemplaren. Es erschien letztmals am 16. Juli 1946.

## Hannoversches Nachrichtenblatt der Alliierten Militärregierung
Als Ergänzung zum Neuen Hannoverschen Kurier an den anderen Wochentagen gedacht, erschien ab dem 30. Mai 1945 das Hannoversche Nachrichtenblatt der Alliierten Militärregierung, ebenfalls im Kurierhaus gedruckt. Redakteur des zwei Seiten starken, kostenlosen Blattes war der spätere Spiegel-Herausgeber Rudolf Augstein.

## Die Welt
Nachdem die britische Zonenzeitung Die Welt in Hamburg ab dem 2. April 1946 Funktionen der beiden Blätter übernommen hatte, wurde am 3. Juni 1946 erst das Nachrichtenblatt eingestellt, am 16. Juli 1946 dann auch der NHK.